# Liar
"Liar" är en låt av det brittiska rockbandet Queen. Låten skrevs av Freddie Mercury och återfinns på gruppens debutalbum, Queen. I februari 1974 gavs låten ut som singel, dock endast i USA, där den inte lyckades ta sig in på Billboard Hot 100.

## Sångskrivandet och inspelandet
"Liar" skrevs 1970 och var en av de första låtarna Mercury skrev åt Queen. I slutet av 1971 spelade bandet in en demo av låten på De Lane Lea Studios i London. Den slutliga albumversionen spelades dock in på Trident Studios 1972. "Liar", "Now I'm Here" och "Under Pressure" är de enda tre Queenlåtar där gruppen använder sig av en Hammondorgel.

## Live
Låten spelades live kort efter att Mercury komponerat den och var en del av gruppens repertoar upp till och med 1978. Queen hade slutat spela låten när man påbörjade Jazz tour i oktober 1978. Drygt ett år senare, under Crazy tour, spelades låten igen (dock inte regelbundet). Queen spelade låten igen under vissa konserter under Hot Space tour 1982. Under The Works tour 1984 och 1985 var "Liar" del av låtlistan igen, dock i en förkortad version.

## Medverkande
- John Deacon – bas
- Freddie Mercury – sång, orgel, tamburin
- Brian May – elgitarr, akustisk gitarr, kör
- Roger Taylor – trummor, kör